# Air Nyatoh
Air Nyatoh is een bestuurslaag in het regentschap Bangka Barat van de provincie Bangka-Belitung, Indonesië. Air Nyatoh telt 2228 inwoners (volkstelling 2010).